# Edoardo Aldo Cerrato
Edoardo Aldo Cerrato (Asti, 13 ottobre 1949) è un vescovo cattolico italiano, dal 16 dicembre 2024 vescovo emerito di Ivrea.

## Biografia
Nasce ad Asti, città capoluogo di provincia e sede vescovile, il 13 ottobre 1949. Si trasferisce a Torino con la famiglia, originaria di San Marzanotto, frazione di Asti.

### Formazione e ministero sacerdotale
Compiuti gli studi classici presso l'Università degli Studi di Torino, nel 1972 consegue la laurea in lettere classiche. Compiuto il biennio filosofico a Torino, entra poi nella Congregazione dell'Oratorio di Biella dove completa il triennio teologico.
Il 28 giugno 1975 è ordinato presbitero dal vescovo Vittorio Piola; si incardina in diocesi di Biella, secondo l'uso dei padri oratoriani.
Insegna letteratura italiana e latina nei licei per vent'anni e per dieci anni è docente di Patrologia nel seminario vescovile di Biella. In diocesi di Biella, oltre all'attenzione pastorale in seno alla sua Congregazione rivolta ai giovani e alla cultura, svolge per anni l'ufficio di consulente ecclesiastico dell'Unione Cattolica Insegnanti Medi e di assistente ecclesiastico dell'Associazione Maestri Cattolici.
Dal 1984 al 2005 è preposito della casa oratoriana di Biella e, successivamente, preposito della casa oratoriana di Roma dal 2006 al 2009.
Eletto procuratore generale della Confederazione dell'oratorio dal Congresso generale degli oratoriani, guida la congregazione dal 1994 fino al momento della sua consacrazione episcopale, essendo confermato, per altri due mandati, dai congressi generali del 2000 e del 2006. Durante il suo lungo mandato di procuratore generale accompagna alla fondazione canonica 20 nuove congregazioni, facendo crescere il carisma filippino in tutto il mondo.
È autore di numerosi articoli sulla storia della Congregazione dell'oratorio e di opere agiografiche su san Filippo Neri, su san John Henry Newman e sul venerabile Cesare Baronio.

### Ministero episcopale
Il 28 luglio 2012 papa Benedetto XVI lo nomina vescovo di Ivrea; succede ad Arrigo Miglio, precedentemente nominato arcivescovo metropolita di Cagliari. L'8 settembre successivo riceve l'ordinazione episcopale, nella chiesa di Santa Maria in Vallicella a Roma, dal cardinale Tarcisio Bertone, co-consacranti gli arcivescovi Arrigo Miglio, amministratore apostolico di Ivrea, ed Adriano Bernardini, nunzio apostolico in Italia e San Marino. Il 7 ottobre prende possesso della diocesi, nella cattedrale di Ivrea.
Il 16 dicembre 2024 papa Francesco accoglie la sua rinuncia, presentata per raggiunti limiti di età, al governo pastorale della diocesi di Ivrea; gli succede Daniele Salera, fino ad allora vescovo ausiliare di Roma. Rimane amministratore apostolico della diocesi fino all'ingresso del successore, avvenuto il 15 febbraio 2025.

## Genealogia episcopale e successione apostolica
La genealogia episcopale è:
- Cardinale Scipione Rebiba
- Cardinale Giulio Antonio Santori
- Cardinale Girolamo Bernerio, O.P.
- Arcivescovo Galeazzo Sanvitale
- Cardinale Ludovico Ludovisi
- Cardinale Luigi Caetani
- Cardinale Ulderico Carpegna
- Cardinale Paluzzo Paluzzi Altieri degli Albertoni
- Papa Benedetto XIII
- Papa Benedetto XIV
- Cardinale Enrico Enriquez
- Arcivescovo Manuel Quintano Bonifaz
- Cardinale Buenaventura Córdoba Espinosa de la Cerda
- Cardinale Giuseppe Maria Doria Pamphilj
- Papa Pio VIII
- Papa Pio IX
- Cardinale Gustav Adolf von Hohenlohe-Schillingsfürst
- Arcivescovo Salvatore Magnasco
- Cardinale Gaetano Alimonda
- Cardinale Agostino Richelmy
- Vescovo Giuseppe Castelli
- Vescovo Gaudenzio Binaschi
- Arcivescovo Albino Mensa
- Cardinale Tarcisio Bertone, S.D.B.
- Vescovo Edoardo Aldo Cerrato, C.O.

La successione apostolica è:
- Vescovo Roberto Farinella (2018)